# Stadio della Pintana
Lo stadio municipale della Pintana (in spagnolo Estadio Municipal de La Pintana) è un impianto sportivo multifunzione cileno che si trova a La Pintana, municipalità della provincia di Santiago.
È utilizzato prevalentemente dalla squadra locale, il Santiago Morning